# São Felipe (Bahia)
São Felipeé um município brasileiro do estado da Bahia. Possuia uma população, estimada pelo IBGE em 2024, de 20 918 habitantes.

## História
A localidade nasceu a partir das bandeiras empreendidas pelos irmãos Filipe e Tiago Dias Gato no ano de 1678.
A vila de São Filipe foi criada por lei providencial n. 1952, de 29 de maio de 1880.  Desmembrada do Município de Maragogipe, instalou-se em 25 de Novembro de 1883.
Tradicional localidade do Recôncavo Baiano, São Felipe se destaca em razão de alguns prédios de relevante valor histórico e arquitetônico, como o Paço Municipal, a Igreja Matriz, dos padroeiros São Filipe e São Tiago, diversos engenhos de cana e ruínas, além de algumas residências urbanas e rurais.
Durante muito tempo a localidade ficou conhecida como São Felipe das Roças, em virtude do grande número de lavouras estabelecidas em torno do povoado.
Sua sede se expandiu em torno da igreja matriz, construída nas proximidades da "fonte do povo", que abastecia a localidade. Por outro lado, grande parte do centro da cidade de São Felipe cresceu e se desenvolveu a partir de desmembramentos da antiga Fazenda Engenho Medrado.
A antiga Fazenda Engenho Medrado foi uma fazenda pertencente a Antônio Carlos da Rocha Medrado e que, após seu falecimento, foi herdada por sua única filha Maria da Conceição da Rocha Medrado (nome de solteira de Maria da Conceição da Rocha Moura) e seu esposo Augusto Moura e Albuquerque. Proprietário de muitas terras, Antônio Carlos da Rocha Medrado também foi dono da Fazenda Sítio Novo, localidade onde cresceu e se desenvolveu a sede do Município de Iaçu, na Bahia. 
Em 1931, houve a segunda emancipação política e administrativa. No mesmo ano, em desobediência ao Decreto Lei que anexava São Felipe ao município de Maragogipe, o major Carlos Moura e Albuquerque foi preso por não entregar o cargo de Intendente e os documentos fiscais da Prefeitura de São Felipe ao município de Maragogipe.

### Levante integralista (1936–1937)
Em dezembro de 1936, ocorreu uma rebelião armada realizada por dirigentes da Ação Integralista Brasileira (AIB) com o propósito de derrubar o governante do município de São Felipe: o intendente Carlos Moura e Albuquerque. Com esse fim, a cidade de São Felipe acabou sendo invadida por integralistas armados, sendo esta primeira invasão repelida a balas pelas forças do intendente Carlos Moura. Esta ação armada foi comunicada ao Governo do  Estado da Bahia, que na época era chefiado pelo interventor federal Juracy Magalhães, o qual providenciou o envio de armas para o governo local defender a cidade.
Contudo, em setembro de 1937, a cidade de São Felipe sofreu uma segunda invasão pelo mesmo grupo armado integralista, porém, com uma quantidade de homens e armas maior, o que, combinado com o elemento surpresa, contribuiu para que na invasão da residência do intendente Carlos Moura, este fosse aprisionado pelas forças revoltosas que forçaram sua renúncia sob pena de ser executado.
Após a renúncia feita por essa liderança local, os integralistas de São Felipe empossaram como um novo intendente, o integralista Theófilo Noya, filiado à AIB que governou o município até novembro de 1937, quando ocorreu a implantação do Estado Novo por Getúlio Vargas e São Felipe foi recuperada pela força policial do Governo Estadual da Bahia com o major Carlos Moura sendo reempossado como interventor do município, função política que exerceu até 1942.

## Geografia
Localiza-se a uma latitude 12º50'50" sul e a uma longitude 39º05'22" oeste, estando a uma altitude de 195 metros.
Sua população, conforme o Censo Demográfico de 2022 do IBGE, é de 20.283 habitantes.

## Organização Político-Administrativa
O Município de São Felipe possui uma estrutura político-administrativa composta pelo Poder Executivo, chefiado por um Prefeito eleito por sufrágio universal, o qual é auxiliado diretamente por secretários municipais nomeados por ele, e pelo Poder Legislativo, institucionalizado pela Câmara Municipal de São Felipe, órgão colegiado de representação dos munícipes que é composto por vereadores também eleitos por sufrágio universal.

### Atuais autoridades municipais de São Felipe
- Prefeito: Antonio Jorge Macedo da Silva "Choquinha" - REPU (2021/-)[9]
- Vice-prefeito: Djalma Sena Neiva "Dio Neiva" - REPU (2021/-)[9]
- Presidente da Câmara: José Batista Souza Pinto "Nino" - REPU (2023/-)[9][10]